# Niclas Füllkrug
Niclas Füllkrug (Hannover, 9 febbraio 1993) è un calciatore tedesco, attaccante del West Ham Utd e della nazionale tedesca.

## Caratteristiche tecniche
Füllkrug è un attaccante molto versatile: sebbene il suo ruolo naturale sia quello di prima punta, può anche essere schierato come ala destra o sinistra. Dispone di un tiro potente, e sa calciare bene anche dalla lunga distanza. Dotato di un fisico possente e abile nel gioco aereo, sa rendersi pericoloso all'interno dell'area avversaria, in quanto è molto abile a sfruttare i cross fornitigli dai compagni di squadra.

## Carriera

### Club

#### Werder Brema
A partire dalla stagione calcistica 2011-2012 viene convocato più volte in prima squadra. Debutta in Bundesliga il 28 gennaio 2012, in occasione della partita pareggiata per 1-1 contro il Bayer Leverkusen, nella quale sostituisce Mehmet Ekici al 63'. Il 24 marzo 2012, in occasione della partita giocata contro l'Augusta, parte per la prima volta titolare al fianco di Markus Rosenberg, e realizza la sua prima rete in Bundesliga, segnando il momentaneo 1-0 (la partita si conclude con un pareggio 1-1). Conclude la stagione collezionando in totale 11 presenze e una rete.
Per la stagione calcistica 2012-2013 viene inserito stabilmente in prima squadra. Termina anticipatamente la stagione, a causa di un infortunio, collezionando solamente 12 presenze (di cui una sola da titolare, nella partita giocata contro il Bayer Leverkusen) e una rete, segnata nella partita vinta per 4-0 contro il Borussia Mönchengladbach.

#### Greuther Fürth
Il 24 agosto 2013 viene ufficializzato il suo trasferimento in prestito al Greuther Fürth, squadra militante nella seconda divisione del calcio tedesco. Il 2 novembre 2013 realizza una quaterna nella partita giocata e vinta per 6-2 contro l'Erzgebirge Aue. Termina la stagione 2013-2014 con un totale di 21 presenze in campionato e 6 reti.

#### 1. FC Nürnberg
Nel giorno valido per l'apertura della sessione estiva del calciomercato, il Werder Brema annuncia la sua cessione a titolo definitivo al Norimberga, squadra retrocessa nella seconda divisione del calcio tedesco. Esordisce da titolare sin dall'inizio del campionato, giocando da esterno va in gol alla 13ª di campionato nella partita persa 2-1 contro il SV Sandhausen, mentre il 14 dicembre segna una doppietta nella partita vinta per 2-1 contro VfR Aalen. Il 6 marzo 2015 nella partita contro Heidenheim, subisce un infortunio al ginocchio uscendo al 62' minuto (la partita termina 1-0 a favore del Heidenheim); con quest'infortunio termina anzitempo la stagione, al termine della quale colleziona 25 presenze tra campionato e coppa, andando a segno 3 volte e siglando 7 assist.
Nella stagione successiva non parte da titolare ma risulta determinate nelle partite in corso, la prima presenza stagionale da titolare, la gioca contro Greuther Fürth giocando da punta (la partita termina con un risultato sfavorevole del Norimberga, con il punteggio per 3-2). Dalla 13ª giornata inizia a giocare come punta con ottimi risultati: conclude la stagione con 34 presenze, siglando 14 gol e 4 assist. Il Norimberga termina la stagione al 3º posto, andando a giocare i play-out di Bundesliga contro l'Eintracht Francoforte, non riuscendo però a vincerli rimanendo in 2. Bundesliga.

#### Hannover 96
il 18 luglio 2016 si trasferisce all'Hannover per 2.200.000 euro, scegliendo di indossare la maglia numero 24. Il 29 dello stesso mese in allenamento si infortuna alla testa ferendosi, rimane fuori dai campi di allenamento e di gioco per 14 giorni saltando la prima di campionato contro il Kaiserslautern. L'8 ottobre seguente si infortuna ai legamenti saltando 3 partite, il primo gol con la nuova maglia avviene il 19 novembre nella partita vinta per 2-0 contro il Erzgebirge (sostituendo Sarenren Bazee al 61' minuto), rientra a giocare da titolare nella prima partita di ritorno di campionato vinta 1-0 in casa contro il Kaiserslautern. Termina la stagione con 29 partite totali siglando 5 gol e 3 assist contribuendo nella promozione dell'Hannover in Bundesliga.
Nella stagione 2017-2018 parte da titolare nelle prime partite salvo poi fare staffetta con Jonathas, alla 9ª di campionato subentra al 65', prendendo il posto di Fossum risultando determinante con una doppietta contro l'Augsburg, ribaltando il risultato vincendo così la partita. Al termine della stagione colleziona 36 presenze, andando in gol 16 volte, mentre l'Hannover termina la stagione al 13º posto.

#### Ritorno al Werder Brema
Il 25 aprile 2019 il Werder Brema comunica il ritorno del calciatore dopo sei anni, per una cifra complessiva di 6,3 milioni di euro. Nella prima stagione gioca 11 partite segnando 4 reti, mentre in quella successiva, con più spazio a disposizione, mette a referto 6 marcature in 22 incontri complessivi, con la squadra che retrocede in seconda serie. Nell'annata 2021-2022 in 2 Bundesliga è titolare e segna 19 gol in campionato, aiutando la squadra a ottenere un'immediata promozione in Bundesliga. Mantiene il posto da titolare anche nella stagione 2022-2023, realizzando 10 marcature fino alla pausa del campionato in vista dei campionati mondiali in Qatar, cui partecipa. Un calo di rendimento nel girone di ritorno non gli impedirà di laurearsi capocannoniere della Bundesliga con 16 reti.

#### Borussia Dortmund
Nell'agosto del 2023 passa al Borussia Dortmund, firmando un contratto triennale. Nella squadra vicecampione, sostituisce il centravanti Sébastien Haller nella formazione titolare, dopo che quest'ultimo non era riuscito ad andare a segno nelle prime quattro giornate; Füllkrug realizza una rete alla sua seconda apparizione e comincia ad andare in gol con regolarità. Alla fine dell'anno, l'attaccante internazionale ha segnato sei gol e fornito sei assist, diventando il secondo giocatore d'attacco più efficace del BVB dietro al centrocampista Julian Brandt. Nella sua prima stagione in Champions League, Füllkrug è andato a segno in tre occasioni. Nell'aprile 2024, nella gara di ritorno dei quarti di finale contro l'Atlético Madrid, ha segnato il gol del provvisorio 3:2, rete che ha permesso al Dortmund di raggiungere le semifinali di Champions League per la prima volta dal 2013. Il 1º maggio, nella partita di ritorno della semifinale, mette a segno la rete decisiva nell'1-0 esterno sul Paris Saint-Germain che permette l'accesso alla finale per la prima volta dall'edizione 2012-2013, però il 1º giugno il Borussia Dortmund perde in finale contro il Real Madrid per 2-0. Resta una sola stagione in giallonero, chiudendo la sua avventura con 42 presenze e 15 reti complessive.

#### West Ham Utd
Il 5 agosto 2024 viene acquistato a titolo definitivo per 26 milioni di euro (più altri 4 milioni di bonus) dal West Ham Utd, con cui sottoscrive un contratto quadriennale valido fino al 30 giugno 2028.

### Nazionale
Fra il 2010 e il 2014, Füllkrug ha rappresentato la Germania a diversi livelli giovanili, giocando per le nazionali Under-18, Under-19 e Under-20 tedesche.
Nel novembre del 2022 ha ricevuto la sua prima convocazione in nazionale maggiore, incluso dal CT Hans-Dieter Flick nella rosa partecipante al campionato mondiale in Qatar. Debutta con la selezione tedesca il giorno 10 dello stesso mese in occasione dell'amichevole di preparazione giocata in casa dell'Oman e vinta per 1-0 grazie a un suo gol. Subentrato dalla panchina nella prima partita della rassegna iridata (persa 1-2 contro il Giappone), realizza la rete del definitivo 1-1 contro la Spagna nella seconda partita del girone. Va a segno anche nel successo per 4-2 contro la Costa Rica, che però non basta ai tedeschi per evitare l'eliminazione al primo turno.
Nel 2023 segna la sua prima doppietta in nazionale battendo per 2-0 in un'amichevole il Perù.
Viene convocato per la fase finale della UEFA Nations League 2025 che si svolge in Germania.

## Statistiche

### Presenze e reti nei club
Statistiche aggiornate al 25 maggio 2025.
| Stagione           | Squadra            | Campionato         | Campionato | Campionato | Coppe nazionali | Coppe nazionali | Coppe nazionali | Coppe continentali | Coppe continentali | Coppe continentali | Altre coppe | Altre coppe | Altre coppe | Totale | Totale |
| Stagione           | Squadra            | Comp               | Pres       | Reti       | Comp            | Pres            | Reti            | Comp               | Pres               | Reti               | Comp        | Pres        | Reti        | Pres   | Reti   |
| ------------------ | ------------------ | ------------------ | ---------- | ---------- | --------------- | --------------- | --------------- | ------------------ | ------------------ | ------------------ | ----------- | ----------- | ----------- | ------ | ------ |
| 2011-2012          | Werder Brema       | BL                 | 11         | 1          | CG              | 0               | 0               | -                  | -                  | -                  | -           | -           | -           | 11     | 1      |
| 2012-2013          | Werder Brema       | BL                 | 13         | 1          | CG              | 1               | 1               | -                  | -                  | -                  | -           | -           | -           | 14     | 2      |
| 2013-2014          | Greuther Fürth     | 2BL                | 23         | 6          | CG              | 1               | 0               | -                  | -                  | -                  | -           | -           | -           | 24     | 6      |
| 2014-2015          | Norimberga         | 2BL                | 24         | 3          | CG              | 1               | 0               | -                  | -                  | -                  | -           | -           | -           | 25     | 3      |
| 2015-2016          | Norimberga         | 2BL                | 32         | 14         | CG              | 2               | 1               | -                  | -                  | -                  | -           | -           | -           | 34     | 15     |
| Totale Norimberga  | Totale Norimberga  | Totale Norimberga  | 56         | 17         |                 | 3               | 1               |                    | -                  | -                  |             | -           | -           | 59     | 18     |
| 2016-2017          | Hannover 96        | 2BL                | 34         | 7          | CG              | 2               | 0               | -                  | -                  | -                  | -           | -           | -           | 36     | 7      |
| 2017-2018          | Hannover 96        | BL                 | 34         | 14         | CG              | 2               | 2               | -                  | -                  | -                  | -           | -           | -           | 36     | 16     |
| 2018-2019          | Hannover 96        | BL                 | 14         | 2          | CG              | 1               | 1               | -                  | -                  | -                  | -           | -           | -           | 15     | 3      |
| Totale Hannover    | Totale Hannover    | Totale Hannover    | 75         | 21         |                 | 5               | 3               |                    | -                  | -                  |             | -           | -           | 80     | 24     |
| 2019-2020          | Werder Brema       | BL                 | 10         | 4          | CG              | 1               | 0               | -                  | -                  | -                  | -           | -           | -           | 11     | 4      |
| 2020-2021          | Werder Brema       | BL                 | 19         | 6          | CG              | 3               | 0               | -                  | -                  | -                  | -           | -           | -           | 22     | 6      |
| 2021-2022          | Werder Brema       | 2BL                | 33         | 19         | CG              | 1               | 0               | -                  | -                  | -                  | -           | -           | -           | 34     | 19     |
| 2022-2023          | Werder Brema       | BL                 | 30         | 16         | CG              | 3               | 1               | -                  | -                  | -                  | -           | -           | -           | 33     | 17     |
| Totale Weder Brema | Totale Weder Brema | Totale Weder Brema | 116        | 47         |                 | 9               | 2               |                    | -                  | -                  |             | -           | -           | 125    | 49     |
| 2023-2024          | Borussia Dortmund  | BL                 | 29         | 12         | CG              | 1               | 0               | UCL                | 12                 | 3                  | -           | -           | -           | 42     | 15     |
| 2024-2025          | West Ham Utd       | PL                 | 18         | 3          | FACup+CdL       | 1+1             | 0               | -                  | -                  | -                  | -           | -           | -           | 20     | 3      |
| Totale carriera    | Totale carriera    | Totale carriera    | 313        | 106        |                 | 21              | 6               |                    | 12                 | 3                  |             | -           | -           | 346    | 115    |

### Cronologia presenze e reti in nazionale
| Cronologia completa delle presenze e delle reti in nazionale ― Germania | Cronologia completa delle presenze e delle reti in nazionale ― Germania | Cronologia completa delle presenze e delle reti in nazionale ― Germania | Cronologia completa delle presenze e delle reti in nazionale ― Germania | Cronologia completa delle presenze e delle reti in nazionale ― Germania | Cronologia completa delle presenze e delle reti in nazionale ― Germania | Cronologia completa delle presenze e delle reti in nazionale ― Germania | Cronologia completa delle presenze e delle reti in nazionale ― Germania |
| Data                                                                    | Città                                                                   | In casa                                                                 | Risultato                                                               | Ospiti                                                                  | Competizione                                                            | Reti                                                                    | Note                                                                    |
| ----------------------------------------------------------------------- | ----------------------------------------------------------------------- | ----------------------------------------------------------------------- | ----------------------------------------------------------------------- | ----------------------------------------------------------------------- | ----------------------------------------------------------------------- | ----------------------------------------------------------------------- | ----------------------------------------------------------------------- |
| 16-11-2022                                                              | Mascate                                                                 | Oman                                                                    | 0 – 1                                                                   | Germania                                                                | Amichevole                                                              | 1                                                                       | 46’                                                                     |
| 23-11-2022                                                              | Al Rayyan                                                               | Germania                                                                | 1 – 2                                                                   | Giappone                                                                | Mondiali 2022 - 1º turno                                                | -                                                                       | 79’                                                                     |
| 27-11-2022                                                              | Al Khawr                                                                | Spagna                                                                  | 1 – 1                                                                   | Germania                                                                | Mondiali 2022 - 1º turno                                                | 1                                                                       | 70’                                                                     |
| 1-12-2022                                                               | Al Khor                                                                 | Costa Rica                                                              | 2 – 4                                                                   | Germania                                                                | Mondiali 2022 - 1º turno                                                | 1                                                                       | 55’                                                                     |
| 25-3-2023                                                               | Magonza                                                                 | Germania                                                                | 2 – 0                                                                   | Perù                                                                    | Amichevole                                                              | 2                                                                       | 75’                                                                     |
| 29-3-2023                                                               | Colonia                                                                 | Germania                                                                | 2 – 3                                                                   | Belgio                                                                  | Amichevole                                                              | 1                                                                       | 80’                                                                     |
| 12-6-2023                                                               | Brema                                                                   | Germania                                                                | 3 – 3                                                                   | Ucraina                                                                 | Amichevole                                                              | 1                                                                       | 46’                                                                     |
| 16-6-2023                                                               | Varsavia                                                                | Polonia                                                                 | 1 – 0                                                                   | Germania                                                                | Amichevole                                                              | -                                                                       | 68’                                                                     |
| 20-6-2023                                                               | Gelsenkirchen                                                           | Germania                                                                | 0 – 2                                                                   | Colombia                                                                | Amichevole                                                              | -                                                                       | 66’                                                                     |
| 14-10-2023                                                              | East Hartford                                                           | Stati Uniti                                                             | 1 – 3                                                                   | Germania                                                                | Amichevole                                                              | 1                                                                       | 80’                                                                     |
| 18-10-2023                                                              | Filadelfia                                                              | Messico                                                                 | 2 – 2                                                                   | Germania                                                                | Amichevole                                                              | 1                                                                       | 46’                                                                     |
| 18-11-2023                                                              | Berlino                                                                 | Germania                                                                | 2 – 3                                                                   | Turchia                                                                 | Amichevole                                                              | 1                                                                       |                                                                         |
| 21-11-2023                                                              | Vienna                                                                  | Austria                                                                 | 2 – 0                                                                   | Germania                                                                | Amichevole                                                              | -                                                                       | 46’                                                                     |
| 23-3-2024                                                               | Décines-Charpieu                                                        | Francia                                                                 | 0 – 2                                                                   | Germania                                                                | Amichevole                                                              | -                                                                       | 80’                                                                     |
| 26-3-2024                                                               | Francoforte sul Meno                                                    | Germania                                                                | 2 – 1                                                                   | Paesi Bassi                                                             | Amichevole                                                              | 1                                                                       | 73’                                                                     |
| 7-6-2024                                                                | Mönchengladbach                                                         | Germania                                                                | 2 – 1                                                                   | Grecia                                                                  | Amichevole                                                              | -                                                                       | 68’                                                                     |
| 14-6-2024                                                               | Monaco di Baviera                                                       | Germania                                                                | 5 – 1                                                                   | Scozia                                                                  | Euro 2024 - 1⁰ turno                                                    | 1                                                                       | 63’                                                                     |
| 19-6-2024                                                               | Stoccarda                                                               | Germania                                                                | 2 – 0                                                                   | Ungheria                                                                | Euro 2024 - 1º turno                                                    | -                                                                       | 58’                                                                     |
| 23-6-2024                                                               | Francoforte sul Meno                                                    | Svizzera                                                                | 1 – 1                                                                   | Germania                                                                | Euro 2024 - 1º turno                                                    | 1                                                                       | 76’                                                                     |
| 29-6-2024                                                               | Dortmund                                                                | Germania                                                                | 2 – 0                                                                   | Danimarca                                                               | Euro 2024 - Ottavi di finale                                            | -                                                                       | 64’                                                                     |
| 5-7-2024                                                                | Stoccarda                                                               | Spagna                                                                  | 2 – 1 dts                                                               | Germania                                                                | Euro 2024 - Quarti di finale                                            | -                                                                       | 57’                                                                     |
| 7-9-2024                                                                | Düsseldorf                                                              | Germania                                                                | 5 – 0                                                                   | Ungheria                                                                | UEFA Nations League 2024-2025 - 1º turno                                | 1                                                                       | 60’                                                                     |
| 4-6-2025                                                                | Monaco di Baviera                                                       | Germania                                                                | 1 – 2                                                                   | Portogallo                                                              | UEFA Nations League 2024-2025 - Semifinale                              | -                                                                       | 61’ 84’                                                                 |
| 8-6-2025                                                                | Stoccarda                                                               | Germania                                                                | 0 – 2                                                                   | Francia                                                                 | UEFA Nations League 2024-2025 - Finale 3º posto                         | -                                                                       |                                                                         |
| Totale                                                                  |                                                                         | Presenze                                                                | 24                                                                      |                                                                         | Reti                                                                    | 14                                                                      |                                                                         |

## Palmarès

### Individuale
- Capocannoniere della Bundesliga: 1

2022-2023 (16 gol)